# Dichilus pilosus
Dichilus pilosus är en ärtväxtart som beskrevs av Schinz. Dichilus pilosus ingår i släktet Dichilus och familjen ärtväxter. Inga underarter finns listade i Catalogue of Life.